# Kung Karl Bollklubb
Kung Karl Bollklubb är från och med den 7 december 2005 namnet på idrottsföreningen Karl Gustavs BK/Kungsäters IF, vars fotbollslag 2006 spelar i Div IV Halland, efter att på tre år avancerat från Div VII. Säsongen 2008 var de ett topplag i Div V Halland.
Namnidén lanserades några år innan det tog i bruk, men stötte på patrull i alla idrottsliga instanser, från den lägsta till den högsta, Riksidrottsförbundet.
Majestätet tillfrågades så småningom och visade sig vara mera hovsam, då han nämnda decemberdag lät meddela sitt godkännande.
Säsongen 2013 spelade Kung Karl Bollklubb i Div. 4 Halland.